# فحص القلب
في الطب - فحصالقلب - وايضا - فحص مقدم الصدر «البرك» - يتم اجراءه كجزء من الفحص الجسمي أو عندما يشتكي المريض من ألم في الصدر يوحي بمشكله في القلب والاوعيه الدمويه.ويمكن ان يتم تعديل الفحص بناء على السبب واندماجه مع فحوصات أخرى خاصة الفحص التنفسي.
مثل كل الفحوصات الطبيه فاصلة فحص القلب يتبع الهيكل الأساسي الذي يتمثل في المعاينه بالنظر والجس والتسمع.

## وضع المريض
يوضع المريض في وضع الاستلقاء مائلا بدرجه 45 درجه إذا كان قادرا على ذلك. الرأس يجب ان تستريح على وساده والذراعين على الجانبين. يجب ان يتم التعليق على مستوى الضغط الوريدي الوداجي (jugular venous pressure) في هذه الوضعيه فقط لان إذا مال المريض بزوايه اقل أو أكثر انحدارا سيؤدي ذلك إلى زياده وهميه أو نقص وهمى في المستوى على الترتيب. وايضا فشل البطين الأيسر للقلب يؤدى إلى وذمه رئويه والتي تزداد ويمكن ان تعيق التنفس إذا وضع المريض بشكل مستوي. 
يجب ان يتم تعديل الاضاءه بحيث لا يحجبها الفاحص الذي سيقوم بالفحص من ناحية اليد اليمنى للمريض كما ينص العرف الطبي.
يجب ان يكون الجذع والرقبة مكشوفين بشكل كامل كما يجب ان يكون الوصول إلى الساقين متاحا.

## المعاينه بالنظر
المعاينة العامه بالنظر:
- افحص حالة المريض لترى ان كان مرتاحا وهو في وضع الراحة ام يظهر بوضوح صعوبه في التنفس.[1]
- افحص الرقبة لترى ان كان هناك زيادة في الضغط الوريدي الوداجي أو موجات غير طبيعية.[1]
- أي تحركات غير طبيعية مثل هز الرأس.
- هناك علامات محددة ترتبط مع مرض القلب وخلله ومع ذلك، أثناء المعاينة أي علامه جلديه تلاحظها يجب ان تؤخذ بعين الاعتبار.

فحص اليدين لـ:
- درجة الحرارة - توصف بأنها دافئة أو باردة، رطبة أو جافة.
- تورم الجلد لفحص حالة ترطيب الجلد
- آفة جينواي
- عقدة أوسلر
- يجب البحث في الاظافر عن نزيف شظوي ونبض كوينكي بالاضافه إلى اى تشوه في الاظافر مثل خطوط بو أو تعجر الأصابع أو الازرقاق الطرفى

فحص الرأس لـ:
- الخدين من أجل التورد الوجني نتيجةتضيق الصمام التاجي
- العينين من أجل تقوس القرنية و الأنسجة المحيطة بالعين من أجل اللويحه الصفراء
- شحوب الملتحمه علامة على فقر الدم.
- الفم لفحص النظافة.
- الغشاء المخاطي لفحص حالة الترطيب والشحوب أو الازرقاق المركزى.
- صيوان الأذن من اجل علامة فرانك.

ثم عاينمقدم الصدر «البرك»:
- نبضات مرئية
- نبضة قمة القلب
- كتل
- ندوب
- الآفات
- علامات صدمة أو جراحة السابقة (على سبيل المثال بضع القص)
- منظم ضربات قلب دائم
- انتفاخ البرك

## الجس
يجب الإحساس بالنبضات، أولا نبض الشريان الكعبري ويتم التعليق على معدل السرعة والإيقاع ثم نبض الشريان العضدي ويتم التعليق على خصائصه وأخيرا نبض الشريان السباتي ويتم التعليق على خصائصه أيضا. النبضات قد تكون: 
- وثاب، كما في حالات ضغط النبض الكبير كما في قلس الأبهر أو فرط ثنائي أكسيد الكربون في الدم
- يجب تقييم الإيقاع بكونه منتظما أو غير منتظم بشكل منتظم أو غير منتظم بشكل غير منتظم.
- تناسق القوة لتقييم النبض المتناوب.
- في تصاعد بطئ كما في تضيق الشريان الأبهر المعروف باللاتينيه بـ (parvus et tardus) والتي تعنى صغيره وبطيئه.
- متشنج كما نجده في اعتلال عضلة القلب الضخامي (HOCM).
- يمكن سماع النبضات بالسماعة الطبيه أيضا من اجل تحديد بعض الخصائص

### جس مقدم الصدر
يتم جس مناطق الصمامات لتحديد اى نبضات غير طبيعيه (اصوات لغط القلب التي يمكن جسها تسمى رعشه «بالانجليزيه thrill») وحركة مقدم الصدر(تعرف بالتنهيد). أفضل طريقه لاحساس بالتنهيدات باستخدام كعب اليد عند حافة عظم القص.

### جسنبضة القمة
يوجد نبض القمه تقريبا في الفضاء الوربى الخامس الأيسر في خط منتصف الترقوة. يمكن ان تكون غير محسوسه نتيجه للعديد من الأسبا منها سمنة وانتفاخ الرئه وتدفق الغازات والقلب اليميني. في نبضة القمه يتم تقييم الحجم والقوه والموقع والدفعة والمدة. هناك تعبيرات محدده لوصف الإحساس مثل النقر والرفع والدفع
في كثير من الأحيان يتم الإحساس بنبض القمه بشكل منتشر على مساحه كبيره، في هذه الحالة فان المنطقة الأدنى والأكثر جانبيه هي التي يجب وصفها بالاضافه إلى المنطقة صاحبة القوه الأكبر
أخيرا يتم فحص العجز والكاحل لمعرفة هل يوجد استسقاء والذي يحدث نتيجة فشل البطين الأيمن وحده أو كجزء من فشل القلب

## التسمع
يجب ان يتم التعليق على 
- صوت القلب الأول (ص1) وصوت القلب الثاني (ص2) - إذا كان الفاصل بينهم غير طبيعي أو أعلى من المعتاد.
- صوت القلب الثالث (ص3) - تركيز وتوقيت المقاطع في كلمة كنتاكي يشبه نمط الاصوات في صوت القلب الثالث (ص3).
- صوت القلب الرابع (ص4) - تركيز وتوقيت المقاطع في كلمة تينيسي يشبه نمط الأصوات في صوت القلب الرابع (ص4).
- إذا سمع الصوت الرابع والأول والثانى والثالث يعرف ذلك بنظم الخبب
- لغط القلب الانبساطى (مثل قلس الأبهر، تضيق الصمام التاجي)
- لغط القلب الانقباضي (مثل تضيق الأبهر، قلس التاجي)
- فرك التامور (تدل على التهاب التامور)
- قاعدة الرئتين للبحث عن عن علامات وذمة رئوية بسبب قلبي مثل كراكر (crepetations).

## الانتهاء من الفحص
لاستكمال الفحص يجب أن يتم التحقق من ضغط الدم، تسجيل رسم قلب، فحص قاع العين. يجب ان يتم فحص للدوره الدمويه الطرفيه بالكامل.